# サンド伊達のコロッケあがってます
『サンド伊達のコロッケあがってます』（サンドだてのコロッケあがってます）は2022年からBS-TBSで放送されているグルメ紀行番組。サンドウィッチマン・伊達みきおの冠番組である。

## 概要
コロッケをこよなく愛する伊達が、後輩芸人の口笛なるお（わらふぢなるお）と共に商店街を散策し、商店街の精肉店や惣菜店等で売られているコロッケだけをひたすら味わうというコンセプトの番組である。
なるおはマイクロホンやヘッドホンといった音響機材を携行しており、伊達がコロッケを食べる際の「サクッ」という咀嚼音や、厨房でコロッケを揚げる際の音を捕捉するという役目を負っている。しかし集音時にヘッドホンを装着し忘れたことが何回かあり、伊達に「東京ホテイソンと交代させるぞ」等と突っ込まれ反省文を書く羽目になった。一方の伊達は「コロッケのみを味わう」という番組コンセプトにもかかわらず、商店街で売られているコロッケ以外の食べ物（餃子、もつ煮込み、団子等）の誘惑に抗い切れず、つい食べてしまい満腹になってしまってなるおから注意されることがあったが、のちには半ば黙認される様になった。また気に入った食べ物をマネージャーに指示して買い求めることもある。なお伊達はコーヒーゼリーも好物であり、店から店への移動途中に喫茶店で休憩を取る際には可能な限りコーヒーゼリーを注文している。
コロッケを作る様子の映像が流れる際にはクレモンティーヌのカバーによる「お料理行進曲」（フランス語バージョン）がBGMとして流れる。
2022年3月に不定期放送の30分番組としてスタートし、2023年までに8作が放送され、リピート放送も行われた。その後、2024年4月の番組改編でレギュラー化されることになり、同年4月26日にレギュラー番組としての第1回が放送された。なおレギュラー化に伴い、放送時間が30分から55分に拡大された他、「コロッケ仲間」と称してゲストが1名ロケに同行することになった。またその回に訪れた店の店主等が伊達の印象を語り伊達にメッセージを送る映像がエンディング前に流れる様になった。1回の放送で訪れるコロッケの店は30分時代から2〜3軒ほどで、他の時間は喫茶店での休憩や、精肉店や惣菜店以外の場所への立ち寄りに充てられている。レギュラー放送3回目からは訪れた店の店主に番組のオリジナルステッカーを進呈している。
出演者はコロッケと伊達となるおのイラストがプリントされた服（夏はTシャツ、それ以外の季節はパーカー。色は伊達がライトピンク、なるおが黄色、コロッケ仲間はライトブルー）を着用している。
番組開始以来、伊達となるお、それにコロッケ仲間も含め、コレサワを除く全ての出演者がグレープカンパニー所属者で占められていたが、2024年6月の「高円寺」の回に於いて、初めてグレープカンパニー以外の所属タレント（じゅんいちダビッドソン）が出演した。
ちなみに当番組は、元々伊達の相方の富澤たけしがドラマ『マイファミリー』へ出演することにより時間が空いてしまった伊達が、スケジュールの埋め合わせとして自らBS-TBSに企画を持ち込んで実現したといい、レギュラー放送ではエンディングのスタッフロールに「企画・構成　伊達みきお/水野としあき」と明記されている。テレビユー山形でも不定期放送されている。
伊達は番組内で、中居正広が当番組をよく視聴していると言っていると度々発言している他、ケンドーコバヤシ、飯尾和樹（ずん）、塚地武雅（ドランクドラゴン）といったBS他局でレギュラー番組を持つ芸人らも当番組を視聴していると発言している。
2025年4月1日にはローソンでコラボ商品「サンド伊達のコロッケあがってます コラボ ポテトコロッケ」が発売された。
放送終了後にはTVer、U-NEXTで配信されるが、都合により配信されない場合もある。

## レギュラー出演者
- 伊達みきお（サンドウィッチマン）
- 口笛なるお（わらふぢなるお）
- コレサワ - 番組オープニングのナレーションを担当。またコレサワの楽曲「東京コロッケ」[注釈 5]がテーマ音楽として使用されていたが、2025年4月4日からは伊達をモチーフにした替え歌バージョン「伊達ちゃんコロッケ」が流れるようになった[5]。

## レギュラー放送時間
- 毎週金曜日　22:00 - 22:55（55分間）

## 放送リスト

### 不定期放送
| # | 初回放送日     | 商店街                                                       |
| - | -------------- | ------------------------------------------------------------ |
| 1 | 2022年3月29日  | ハッピーロード大山商店街（東京都板橋区）                     |
| 2 | 2022年3月29日  | 戸越銀座商店街（東京都品川区）                               |
| 3 | 2022年7月21日  | 砂町銀座商店街（東京都江東区）                               |
| 4 | 2022年7月28日  | 麻布十番商店街（東京都港区）／神楽坂商店街（東京都新宿区）   |
| 5 | 2022年12月17日 | ジョイフル三の輪商店街（東京都荒川区）                       |
| 6 | 2022年12月17日 | なかのぶスキップロード（東京都品川区）                       |
| 7 | 2023年9月7日   | 新井薬師駅商店会／薬師あいロード商店街（共に東京都中野区）   |
| 8 | 2023年9月14日  | 霜降銀座商店街（東京都北区）／染井銀座商店街（東京都豊島区） |

### レギュラー放送
| #  | 初回放送日     | 商店街                                                   | コロッケ仲間（ゲスト）             |
| -- | -------------- | -------------------------------------------------------- | ---------------------------------- |
| 1  | 2024年4月26日  | 十条銀座商店街（東京都北区）                             | トミドコロ                         |
| 2  | 2024年5月3日   | 仲宿商店街（東京都板橋区）                               | お見送り芸人しんいち               |
| 3  | 2024年5月10日  | 佃／月島（共に東京都中央区）                             | ふぢわら（わらふぢなるお）         |
| 4  | 2024年5月17日  | 大島サンロード中の橋商店街（東京都江東区）               | 雨宮萌果                           |
| 5  | 2024年6月7日   | 下北沢（東京都世田谷区）                                 | たける（東京ホテイソン）           |
| 6  | 2024年6月14日  | 高円寺（東京都杉並区）                                   | じゅんいちダビッドソン             |
| 7  | 2024年7月5日   | 雑色／水門通り商店街（東京都大田区）                     | あぁ〜しらき                       |
| 8  | 2024年7月19日  | 糀谷／梅屋敷（東京都大田区）                             | トミドコロ                         |
| 9  | 2024年8月2日   | 西新井（東京都足立区）                                   | ショーゴ（東京ホテイソン）         |
| 10 | 2024年8月16日  | 谷中ぎんざ／よみせ通り商店街（東京都台東区）             | 三浦昌朗（ロケット団）             |
| 11 | 2024年8月23日  | 堀切（東京都葛飾区）                                     | カンカン（TOKYO COOL）             |
| 12 | 2024年9月13日  | 巣鴨（東京都豊島区）                                     | 益子卓郎（U字工事）                |
| 13 | 2024年9月27日  | 北千住・南千住（東京都足立区・荒川区）                   | 前すすむ（TOKYO COOL）・船越英一郎 |
| 14 | 2024年10月11日 | 新小岩（東京都葛飾区）                                   | 高岸宏行（ティモンディ）           |
| 15 | 2024年10月25日 | 幡ヶ谷（東京都渋谷区）                                   | 石田たくみ（カミナリ）             |
| 16 | 2024年11月8日  | 合羽橋・入谷（東京都台東区）                             | 竹内まなぶ（カミナリ）             |
| 17 | 2024年11月29日 | 千歳船橋（東京都世田谷区）                               | ショーゴ（東京ホテイソン）         |
| 18 | 2024年12月6日  | 狛江（東京都狛江市）                                     | たける（東京ホテイソン）           |
| 19 | 2024年12月20日 | 曳舟（東京都墨田区）                                     | ふぢわら（わらふぢなるお）         |
| 20 | 2025年1月17日  | 横浜橋通商店街（神奈川県横浜市南区）                     | あぁ〜しらき                       |
| 21 | 2025年1月31日  | 浜マーケット（神奈川県横浜市磯子区）                     | 坂本No.1（TCクラクション）         |
| 22 | 2025年2月14日  | 野方（東京都中野区）                                     | トミドコロ                         |
| 23 | 2025年2月28日  | 荻窪（東京都杉並区）                                     | 雨宮萌果                           |
| 24 | 2025年3月14日  | 青戸・京成立石（東京都葛飾区）                           | カンカン（TOKYO COOL）             |
| 25 | 2025年3月28日  | 市川（千葉県市川市）                                     | 前すすむ（TOKYO COOL）             |
| 26 | 2025年4月4日   | 千歳烏山（東京都世田谷区）                               | 今江敏晃                           |
| 27 | 2025年4月25日  | 代々木上原・代々木八幡（東京都渋谷区）                   | 如月琉                             |
| 28 | 2025年5月2日   | 川口（埼玉県川口市）                                     | じゅんいちダビッドソン             |
| 29 | 2025年5月16日  | 赤羽（東京都北区）                                       | 関太（タイムマシーン3号）          |
| 30 | 2025年5月30日  | よみうりランド周辺（東京都稲城市・神奈川県川崎市多摩区） | 前田裕太（ティモンディ）           |
| 31 | 2025年6月6日   | 国領（東京都調布市）                                     | 坂本No.1（TCクラクション）         |
| 32 | 2025年7月4日   | 仲宿・大山町（東京都板橋区）                             | 日村勇紀（バナナマン）             |
| 33 | 2025年7月18日  | 上板橋（東京都板橋区）                                   | 横尾渉（Kis-My-Ft2）               |
| 34 | 2025年8月1日   | 自由が丘・大岡山（東京都目黒区）                         | ふぢわら（わらふぢなるお）         |

### スペシャル番組
- 「サンド伊達のコロッケあがってますSP　祝レギュラー! メデタイから富澤さんも来ちゃったin仙台」（2024年3月31日放送、同年4月20日再放送） - 番組のレギュラー化を記念し、伊達の相方である富澤たけしをゲストに迎え、伊達と富澤の故郷・仙台でコロッケを味わった。
- 「サンド伊達のコロッケあがってます 新春! 浅草から揚げましておめでとうSP」- 2025年1月3日放送の22:00 - 23:55の2時間スペシャルであり、前半はゲストのお見送り芸人しんいちと共に浅草でコロッケを味わった。後半はゲストのあぁ〜しらきと共にスタジオでしらき自身が調理し持参したコロッケを味わったり、過去に放送されたコロッケを食べた店を音だけで当てるクイズや伊達が番組内で頻繁に発言する「コロッケオンライス」を調理し試食した。
- 「サンド伊達のコロッケあがってます 祝!1周年 今年も富澤さん来ちゃったよSP」（2025年3月30日放送） - 伊達の相方である富澤たけしをゲストに迎え、福島県浪江町といわき市を訪れたほか、伊達となるおがローソンコラボのポテトコロッケの完成品を試食した。

## スタッフ
- 企画・構成 - 伊達みきお、水野としあき
- 撮影 - 小出寿顕
- VE - 平川裕
- 照明 - 住谷洋介、野村明日香、森山剛信
- 編集 - 高橋勇志
- MA - 轉石裕治
- 音効 - 竹田周二
- 技術協力 - OMUNIBUS JAPAN、TBS SPARKLE、TBS ACT
- 宣伝 - 池田千華
- 編成 - 出嶋一樹、鈴木駿
- AD - 神野慎之介、福地智也、中野陽菜、宮部修斗、中尾佳樹、松本葵、白鳥明日歩、坂口星南
- AP - 藤田典子
- ディレクター - 河添有祐、飯島航、杉田愛美、小池拓也
- 演出 - 上原太志
- プロデューサー - 神田祐子
- 制作プロデューサー - 山邉宏之
- 制作協力 - オフィス神天
- 製作著作 - BS-TBS